# Wereldkampioenschappen kunstschaatsen 1985
De Wereldkampioenschappen kunstschaatsen is een evenement dat georganiseerd wordt door de Internationale Schaatsunie.
Het WK toernooi van 1985 vond plaats in Tokio, Japan. Het was voor de tweede keer dat de Wereldkampioenschappen Kunstschaatsen hier werden gehouden, in 1977 vonden ze hier voor het eerst plaats.
Voor de mannen was het de 75e editie, voor de vrouwen de 65e editie, voor de paren de 63e editie, en voor de ijsdansers de 33e editie.

## Historie
De Duitse en Oostenrijkse schaatsbond, verenigd in de "Deutscher und Österreichischer Eislaufverband", organiseerden zowel het eerste EK Schaatsen voor mannen als het eerste EK Kunstrijden voor mannen in 1891 in Hamburg, Duitsland, nog voor het ISU in 1892 werd opgericht. De internationale schaatsbond nam in 1892 de organisatie van het EK Kunstrijden over. In 1895 werd besloten voortaan de Wereldkampioenschappen kunstschaatsen te organiseren en kwam het EK te vervallen. In 1896 vond de eerste editie voor de mannen plaats. Vanaf 1898 vond toch weer een herstart plaats van het EK Kunstrijden.
In 1906, tien jaar na het eerste WK voor de mannen, werd het eerste WK voor de vrouwen georganiseerd en twee jaar later, in 1908, vond het eerste WK voor de paren plaats. In 1952 werd de vierde discipline, het WK voor de ijsdansers, eraan toegevoegd.
Er werden geen kampioenschappen gehouden tijdens en direct na de Eerste Wereldoorlog (1915-1921) en tijdens en direct na de Tweede Wereldoorlog (1940-1946) en in 1961 vanwege de Sabena vlucht 548 vliegtuigramp op 15 februari op Zaventem waarbij alle passagiers, waaronder de voltallige Amerikaanse delegatie voor het WK kunstrijden op weg naar Praag, om het leven kwamen.

## Deelname
Er namen deelnemers uit 23 landen deel aan deze kampioenschappen. Zij vulden 85 startplaatsen in. Voor het eerst namen er vertegenwoordigers uit Hongkong aan het WK deel. Bij de mannen nam Cheukfai Lai deel, bij de vrouwen Shukching Ngai en bij het parenrijden namen Shukching Ngai en Kwokyung Mak deel. Er namen geen deelnemers uit België en Nederland deel.
(Tussen haakjes het totaal aantal startplaatsen over de disciplines.)
| Sovjet-Unie (12) Canada (10) Verenigde Staten (9) West-Duitsland (7) Duitse Democratische Republiek (5) Australië (4) | China (4) Verenigd Koninkrijk (4) Frankrijk (3) Hongkong (3) Japan (3) Zwitserland (3) | Finland (2) Hongarije (2) Italië (2) Spanje (2) Tsjecho-Slowakije (2) Zweden (2) | Zuid-Korea (2) Bulgarije (1) Denemarken (1) Oostenrijk (1) Polen (1) |

## Medailleverdeling
Bij de mannen veroverde Alexandr Fadeev voor zijn tweede WK medaille, in 1984 werd hij derde in dit jaar wereldkampioen. Brian Orser op de tweede plaats stond voor de derde keer op het erepodium, in 1983 werd hij derde en in 1984 ook tweede. De nummer drie, Brian Boitano, stond voor de eerste keer op het erepodium.
Bij de vrouwen prolongeerde Katarina Witt haar in 1984 veroverde wereldtitel, het was haar derde WK medaille, in 1982 werd ze tweede. De nummers twee en drie, Kira Ivanova en Tiffany Chin, stonden beide  voor de eerste keer op het erepodium.
Bij het paarrijden veroverden Elena Valova / Oleg Vasiliev veroverden hun derde medaille, in 1983 werden ze wereldkampioen, in 1984 tweede, en dit jaar werden ze opnieuw wereldkampioen. De paren  Larisa Seleznova / Oleg Makarov en Katherina Matousek / Lloyd Eisler veroverden beide hun eerste WK medaille.
Bij het ijsdansen veroverden het paar Natalja Bestemjanova / Andrej Boekin hun vijfde medaille, in 1981 werden ze derde en in 1982, 1983 en 1984 tweede en dit jaar wereldkampioen. Marina Klimova / Sergei Ponomarenko op plaats twee veroverden hun eerste WK medaille. Judy Blumberg / Michael Seibert, net als in 1983 en 1984 derde, veroverden hun derde WK medaille.
| Discipline | Goud ·                               | Zilver ·                            | Brons ·                           |
| ---------- | ------------------------------------ | ----------------------------------- | --------------------------------- |
| Mannen     | Alexandr Fadeev                      | Brian Orser                         | Brian Boitano                     |
| Vrouwen    | Katarina Witt                        | Kira Ivanova                        | Tiffany Chin                      |
| Paren      | Elena Valova / Oleg Vasiliev         | Larisa Seleznova / Oleg Makarov     | Katherina Matousek / Lloyd Eisler |
| IJsdansen  | Natalja Bestemjanova / Andrej Boekin | Marina Klimova / Sergei Ponomarenko | Judy Blumberg / Michael Seibert   |

## Uitslagen

### Mannen / Vrouwen
| Goud   | Alexandr Fadeev       | Vlag van Sovjet-Unie                    |  |
| Zilver | Brian Orser           | Vlag van Canada                         |  |
| Brons  | Brian Boitano         | Vlag van Verenigde Staten               |  |
| 4      | Jozef Sabovcik        | Vlag van Tsjechië                       |  |
| 5      | Vladimir Kotin        | Vlag van Sovjet-Unie                    |  |
| 6      | Heiko Fischer         | Vlag van Duitsland                      |  |
| 7      | Grzegorz Filipowski   | Vlag van Polen                          |  |
| 8      | Mark Cockerell        | Vlag van Verenigde Staten               |  |
| 9      | Viktor Petrenko       | Vlag van Sovjet-Unie                    |  |
| 10     | Neil Paterson         | Vlag van Canada                         |  |
| 11     | Richard Zander        | Vlag van Duitsland                      |  |
| 12     | Falko Kirsten         | Vlag van Duitse Democratische Republiek |  |
| 13     | Petr Barna            | Vlag van Tsjechië                       |  |
| 14     | Masaru Ogawa          | Vlag van Japan                          |  |
| 15     | Fernand Fedronic      | Vlag van Frankrijk                      |  |
| 16     | Lars Akesson          | Vlag van Zweden                         |  |
| 17     | Gordon Forbes         | Vlag van Canada                         |  |
| 18     | Cameron Medhurst      | Vlag van Australië                      |  |
| 19     | Oliver Honer          | Vlag van Zwitserland                    |  |
| 20     | Alessandro Riccitelli | Vlag van Italië                         |  |
| 21     | Stephen Pickavance    | Vlag van Verenigd Koninkrijk            |  |
| 22     | Oula Jaaskelainen     | Vlag van Finland                        |  |
| 23     | Zhaoxiao Xu           | Vlag van China                          |  |
| 24     | Lars Dresler          | Vlag van Denemarken                     |  |
| 25     | Cho Hae-hyung         | Vlag van Zuid-Korea                     |  |
| 26     | Fernando Soria        | Vlag van Spanje                         |  |
| 27     | Cheukfai Lai          | Vlag van Hongkong                       |  |

| Goud   | Katarina Witt    | Vlag van Duitse Democratische Republiek |  |
| Zilver | Kira Ivanova     | Vlag van Sovjet-Unie                    |  |
| Brons  | Tiffany Chin     | Vlag van Verenigde Staten               |  |
| 4      | Anna Kondrashova | Vlag van Sovjet-Unie                    |  |
| 5      | Debi Thomas      | Vlag van Verenigde Staten               |  |
| 6      | Claudia Leistner | Vlag van Duitsland                      |  |
| 7      | Natalia Lebedeva | Vlag van Sovjet-Unie                    |  |
| 8      | Agnes Gosselin   | Vlag van Frankrijk                      |  |
| 9      | Elizabeth Manley | Vlag van Canada                         |  |
| 10     | Cynthia Coull    | Vlag van Canada                         |  |
| 11     | Constanze Gensel | Vlag van Duitse Democratische Republiek |  |
| 12     | Patricia Neske   | Vlag van Duitsland                      |  |
| 13     | Susan Jackson    | Vlag van Verenigd Koninkrijk            |  |
| 14     | Simone Koch      | Vlag van Duitse Democratische Republiek |  |
| 15     | Elise Ahonen     | Vlag van Finland                        |  |
| 16     | Claudia Villiger | Vlag van Zwitserland                    |  |
| 17     | Sandra Cariboni  | Vlag van Zwitserland                    |  |
| 18     | Masako Kato      | Vlag van Japan                          |  |
| 19     | Lotta Falkenback | Vlag van Zweden                         |  |
| 20     | Tamara Teglassy  | Vlag van Hongarije                      |  |
| 21     | Lim Hye-kyung    | Vlag van Zuid-Korea                     |  |
| 22     | Amanda James     | Vlag van Australië                      |  |
| 23     | Yibing Jiang     | Vlag van China                          |  |
| 24     | Petia Gavazova   | Vlag van Bulgarije                      |  |
| 25     | Marta Olozagarre | Vlag van Spanje                         |  |
| 26     | Shukching Ngai   | Vlag van Hongkong                       |  |

### Paren / IJsdansen
| Goud   | Elena Valova Oleg Vasiliev       | Vlag van Sovjet-Unie                    |  |
| Zilver | Larisa Seleznova Oleg Makarov    | Vlag van Sovjet-Unie                    |  |
| Brons  | Katherina Matousek Lloyd Eisler  | Vlag van Canada                         |  |
| 4      | Jill Watson Peter Oppegard       | Vlag van Verenigde Staten               |  |
| 5      | Melinda Kunhegyi Lyndon Johnston | Vlag van Canada                         |  |
| 6      | Veronika Pershina Marat Akbarov  | Vlag van Sovjet-Unie                    |  |
| 7      | Cynthia Coull Mark Rowsom        | Vlag van Canada                         |  |
| 8      | Manuela Landgraf Ingo Steuer     | Vlag van Duitse Democratische Republiek |  |
| 9      | Natalie Seybold Wayne Seybold    | Vlag van Verenigde Staten               |  |
| 10     | Claudia Massari Daniele Caprano  | Vlag van Duitsland                      |  |
| 11     | Danielle Carr Stephen Carr       | Vlag van Australië                      |  |
| 12     | Jun Fan Jihong Sun               | Vlag van China                          |  |
| 13     | Shukling Ngai Kwokyung Mak       | Vlag van Hongkong                       |  |

| Goud   | Natalja Bestemjanova Andrej Boekin  | Vlag van Sovjet-Unie         |  |
| Zilver | Marina Klimova Sergei Ponomarenko   | Vlag van Sovjet-Unie         |  |
| Brons  | Judy Blumberg Michael Seibert       | Vlag van Verenigde Staten    |  |
| 4      | Tracy Wilson Robert McCall          | Vlag van Canada              |  |
| 5      | Petra Born Rainer Schonborn         | Vlag van Duitsland           |  |
| 6      | Karen Barber Nicholas Slater        | Vlag van Verenigd Koninkrijk |  |
| 7      | Natalia Annenko Genrikh Srentenski  | Vlag van Sovjet-Unie         |  |
| 8      | Isabella Micheli Robert Pelizzola   | Vlag van Italië              |  |
| 9      | Kathrin Beck Christoff Beck         | Vlag van Oostenrijk          |  |
| 10     | Karyn Garossino Rodney Garossino    | Vlag van Canada              |  |
| 11     | Renee Roca Donald Adair             | Vlag van Verenigde Staten    |  |
| 12     | Suzanne Semanick Scott Gregory      | Vlag van Verenigde Staten    |  |
| 13     | Noriko Sato Tadayuki Takahashi      | Vlag van Japan               |  |
| 14     | Klara Engi Attila Toth              | Vlag van Hongarije           |  |
| 15     | Sharon Jones Paul Askham            | Vlag van Verenigd Koninkrijk |  |
| 16     | Antonia Becherer Ferdinand Becherer | Vlag van Duitsland           |  |
| 17     | Martine Olivier Philippe Boissier   | Vlag van Frankrijk           |  |
| 18     | Luyang Liu Xiaolei Zhao             | Vlag van China               |  |
| 19     | Liane Telling Michael Fisher        | Vlag van Australië           |  |